# Gavray
Gavray település Franciaországban, Manche megyében. Lakosainak száma 1429 fő (2018. január 1.). Gavray Saint-Denis-le-Gast, La Baleine, Lengronne, Le Mesnil-Amand, Le Mesnil-Garnier, Le Mesnil-Villeman, Montaigu-les-Bois, Sourdeval-les-Bois és Ver községekkel határos.

## Népesség
A település népességének változása:
| Lakosok száma | 1463 | 1462 | 1470 | 1431 | 1429 |
|               | 2013 | 2015 | 2016 | 2017 | 2018 |